# Constantin von Economo

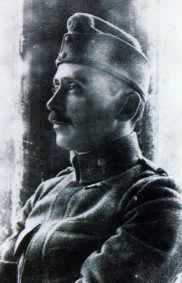
Constantin von Economo

Constantin Freiherr von Economo (n. 21 august 1876, Brăila, România – d. 21 octombrie 1931, Viena, Republica Austriacă) a fost psihiatru și neurolog austriac de origine română și descendență greacă. Este cunoscut mai ales pentru descoperirea encefalitei letargice și a atlasului său de citoarhitectonică a cortexului cerebral.